# Старый Шардак
Старый Шардак (баш. Иҫке Шарҙаҡ) — деревня в Татышлинском районе Башкортостана, входит в состав Кальтяевского сельсовета.

## Население
| 2002 | 2009 | 2010 |
| ---- | ---- | ---- |
| 122  | ↘86  | ↘85  |

Национальный состав
Согласно переписи 2002 года, преобладающая национальность — башкиры (93 %). 

## Происхождение названия деревни Шардак
Название деревни идет от реки Шардак (Шарҙаҡ). Коренное население деревни Старый Шардак — башкиры из рода урман-гирей, основной промысел жителей этого села в древности было рыболовство. На диалекте урман-гирейских башкир, — 'шардак' означает рыболовную сеть. Сам термин 'шардак' в данном случае имеет угрофиннские корни, к примеру шардой называли рыболовную снасть и угрофиннское население Пермского края, уральские соседи башкир — коми-зыряне и коми-пермяки.

## Географическое положение
Расстояние до:
- районного центра (Верхние Татышлы): 12 км,
- центра сельсовета (Кальтяево): 7 км,
- ближайшей ж/д станции (Куеда): 37 км.